# Алешково (Нижньогородська область)
Алешково (рос. Алешково) — село в Богородському районі Нижньогородської області Російської Федерації.
Населення становить 1005 осіб. Входить до складу муніципального утворення Алешковська сільрада.

## Історія
Від 2004 року входить до складу муніципального утворення Алешковська сільрада.

## Населення
| 1999 | 2002 | 2010  |
| ---- | ---- | ----- |
| 969  | ↘949 | ↗1005 |